# Alcione
Alcione Dias Nazareth (São Luís, Maranhão, 21 de novembre de 1947) és una cantant, compositora i multiinstrumentista brasilera. Una de les més notòries sambistes del país, la cantant ha estat anomenada amb el sobrenom de «Marrom», i els apel·latius «Reina de la Samba» i «La Veu de la Samba». En els seus més de cinquanta anys de carrera ha publicat trenta àlbums d'estudi, nou en directe, ha obtingut vint-i-un discos d'or, cinc de platí i tres de doble platí, ha guanyat un Premi Grammy Llatí i vint-i-dos Premis de la Música Brasilera, un dels quals en reconeixement de tota la seva carrera.

## Biografia
És filla de Filipa Teles Rodrigues i Joan Carlos Dias Nazareth. El nom d'Alcione va ser idea del seu pare, inspirat en la protagonista de la novel·la esperitista Renúncia. El pare, que era policia i integrant de la banda la Policia Militar de Maranhão -popular en l'entorn musical-, a més de professor de música i compositor, li va ensenyar ben aviat a tocar diversos instruments de vent, com la trompeta i el clarinet, que va començar a practicar als nou anys. Amb aquesta edat, tocava i cantava en festes d'amics i familiars, i en celebracions populars.

Als dotze anys Alcione va fer la seva primera presentació professional, en l'Orquestra Jazz Guaraní, dirigida pel seu pare. Una nit que va poder substituir el crooner de l'orquestra, va cantar la cançó "Pombinha Branca" i el fado "Ai, Mouraria". El malnom Marrom, donat pels integrants d'aquella orquestra, va sorgir en aquesta època. Als 18 anys es va llicenciar a l'Escola Normal com a mestra. Va treballar durant dos anys, i després va ser acomiadada per ensenyar als seus alumnes com es tocava la trompeta. Després d'això es va centrar en la dedicació a la música, de forma més intensa i exclusiva. Va guanyar una plaça fixa a la Televisió de Maranhão, on va cantar en la dècada de 1960; a més també cantava en bars i clubs de diverses ciutats de l'estat.

Alcione, 1970. Arxiu Nacional

Al 1967 es va traslladar a Rio de Janeiro, on va començar a cantar a la nit. Assajava al Little Club, situat al conegut Beco das Garrafas, bastió històric del naixement de la bossa nova, a Copacabana. També en discoteques com Barroco, Bacarat, Holiday i Bolero. Va començar a inscriure's en programes de principiants i va ser seleccionada per actuar. Va guanyar les dues primeres eliminatòries del programa A Grande Chance, de Flávio Cavalcanti. Al mateix temps, va signar el seu primer contracte professional amb TV Excelsior, i aparegué al programa Sendas do Sucesso.
Després de sis mesos en l'emissora, va girar durant quatre mesos per l'Amèrica Llatina, en la primera vegada que sortia del Brasil. Seguí una gira a Itàlia, i una estada a Europa de dos anys. Va tornar al Brasil el 1972 i va gravar el seu primer senzill. El 1973 va viatjar a Mèxic i l'any següent a Portugal, on va gravar el primer àlbum. El 1975 va llançar el seu LP A Voz do Samba, amb cançons com «Não Deixe o Samba Morrer» i «O Surdo». A finals de la dècada del 1970 ja era una reconeguda sambista internacional. El 1978 llançava al mercat l'àlbum Alerta Geral, amb el títol de l'espectacle televisiu que Alcione havia conduït a TV Globo durant dos anys. Seguint el seu èxit, Alcione va continuar editant molts altres àlbums a final dels setanta i principis dels vuitanta, incloent el seu àlbum homònim.
El 1997 va signar amb Universal Records, posteriorment edità un àlbum titulat Valeu, el 1998. A aquest van seguir Celebração, el mateix any, i Claridade. Uma Homenagem a Clara Nunes, el 1999. Al desembre de 2002 va ser reconeguda per la seva participació en la fundació de l'Escola de Samba Paradise, a Londres. El seu àlbum Ao Vivo, d'aquell mateix any, va rebre el premi a Millor Àlbum de Samba en la quarta edició dels Premis Grammy Llatins el 2003.

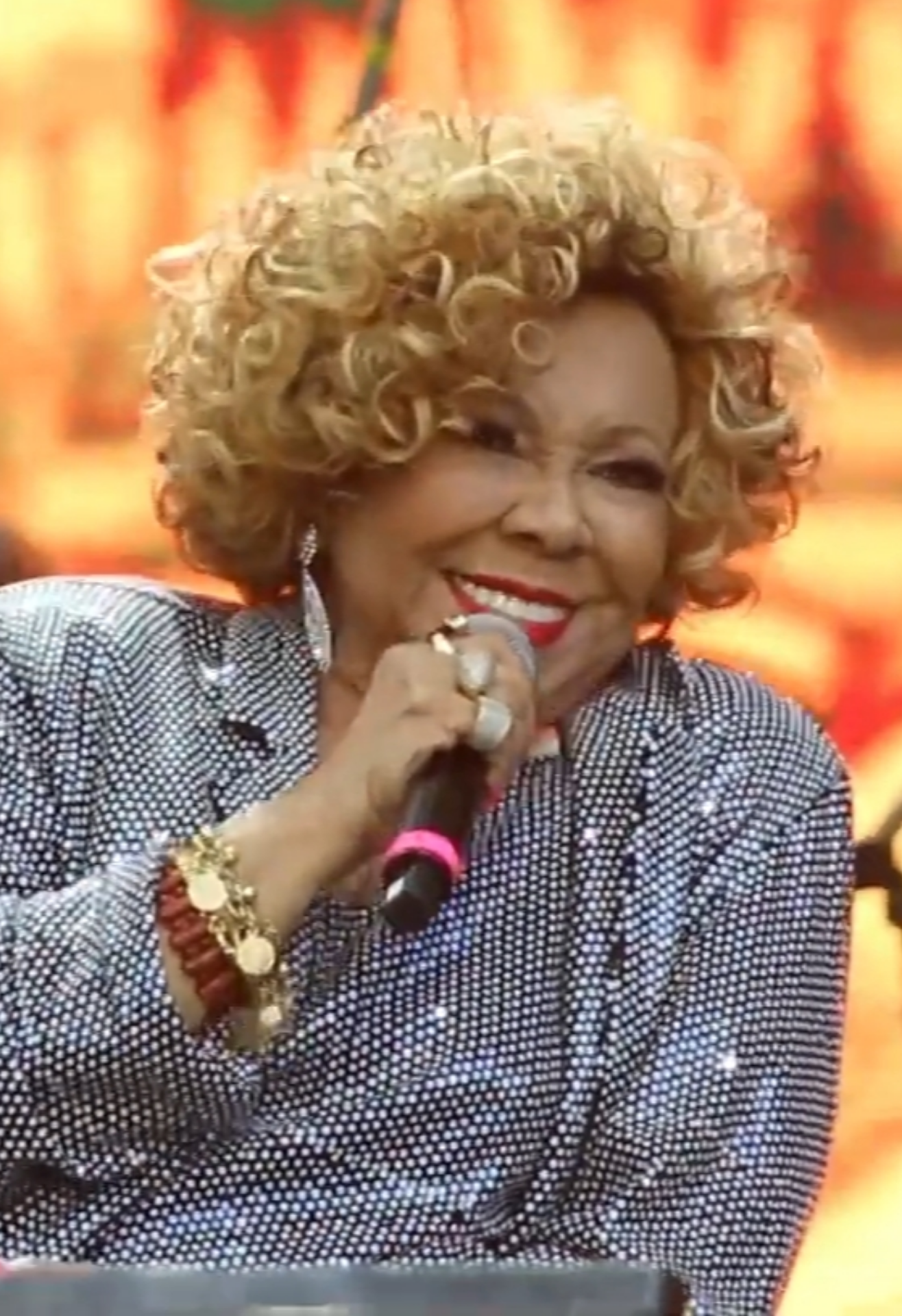

Alcione Dias Nazareth ha cantat duets amb els intèrprets més importants, entre els quals Caetano Veloso, Maria Bethânia, Tom Jobim, Djavan o Roberto Carlos. I la seva veu ha donat a conèixer un gran nombre de cançons, entre les quals «Não Deixe o Samba Morrer», «Sufoco», «Gostoso veneno», «Rio Antigo», «Nem morta», «Garoto maroto», «A profecia», «Delírios de amor», «Uma nova paixão», «Depois do prazer», «Enquanto houver saudade», «Estranha loucura», «Faz uma loucura por mim», «A loba», «Retalhos de cetim», «Qualquer dia desses», «Pode esperar», «O que eu faço amanhã», «O surdo», «Pior é que eu gosto», «Meu vício e você», «Pandeiro é meu nome», «Você me vira a cabeça», «Quem de nós», «Mineira» o «Meu ébano», entre d'altres.

## Col·laboracions
En 1987 va dedicar la cançó «João de Deus» al Papa Joan Pau II davant de 500.000 persones durant la seva segona visita a Brasil. El 2007 Alcione va interpretar la cantant americana Lady Brown en la minisèrie Amazônia, de Galvez a Chico Mendes, en la TV Globo. El 2015 cantà «Juízo Final» en l'obertura de la novel·la de TV Globo, A Regra do Jogo.

### Carnaval

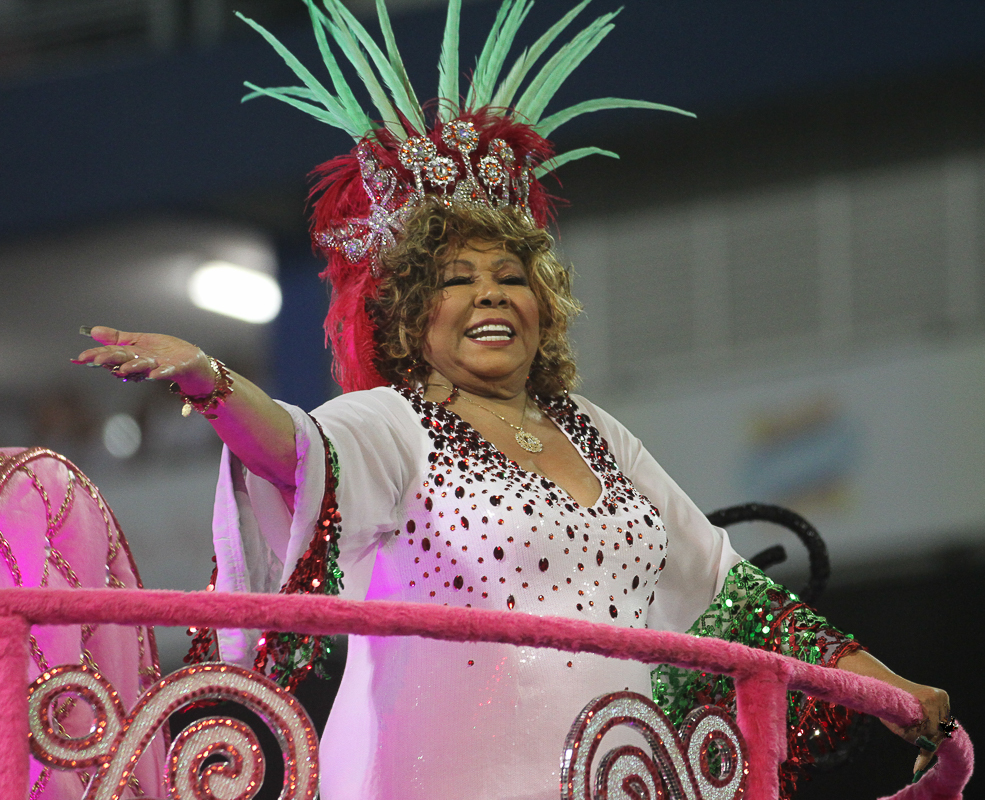
Alcione durant la desfilada de la Mocidade Alegre el 2018, quan va ser homenatjada per l'escola de samba.

Alcione va visitar l'Estação Primeira de Mangueira per primer cop el 1974 i des de llavors la cantant ha estat membre destacada de l'agremiació. El 1987 va participar de la fundació de l'escola de samba infantil Mangueira do Amanhã, i n'és presidenta d'honor.
En 1989 va ser homenatjada per l'escola de samba Independentes de Cordovil, en el llavors anomenat grup 2, la segona divisió del Carnaval carioca. Posteriorment, el 1994, va ser novament homenatjada per la Unidos da Ponte, aquesta vegada en el grup especial del Carnaval carioca. El 2018, la tradicional escola de samba de São Paulo, Mocidade Alegre, va homenatjar els 70 anys de vida i els 45 anys de carrera d'Alcione.
Alcione ja va interpretar sambes d'exaltació a les escoles de samba: Mocidade Independente, Imperatriz Leopoldinense, União da Ilha do Governador, Beija-flor de Nilópolis i Portela.

## Reconeixements
- Al 1995 es va donar el seu nom a un important teatre situat al centre històric de São Luís, on nasqué, el Teatre Praia Grande, rebatejat com a Teatro Alcione Nazaré.[20]
- El 2003 es va inaugurar el viaducte Elevado Alcione Nazareth, també a São Luís, que connecta els barris d'Ipase i Vila Palmeira.[12]
- Al 2022 es va estrenar a Rio de Janeiro, al Teatro Cidade das Artes Bibi Ferreira, un espectacle -Marrom, o musical- per commemorar els seus cinquanta anys de carrera.[1][21]
- Al 2023 ha rebut l'homenatge en el lliurament de la 30a edició dels Premis a la Música Brasilera.[22][23]
- Mangueira homenatjarà la cantant en el carnaval de 2024, seguint un desig antic de la comunitat, encara no realitzat per les contínues negatives de la mateixa Marrom.[24]

## Discografia
| - A Voz do Samba (1975) - Morte de Um Poeta (1976) - Pra Que Chorar (1977) - Alerta Geral (1978) - Gostoso Veneno (1979) - E Vamos à Luta (1980) - Alcione (1981) - Dez Anos Depois (1982) - Vamos Arrepiar (1982) - Almas e Corações (1983) - Da cor do Brasil (1984) | - Fogo da Vida (1985) - Fruto e Raiz (1986) - Nosso Nome: Resistência (1987) - Ouro & Cobre (1988) - Simplesmente Marrom (1989) - Emoções Reais (1990) - Promessa (1991) - Pulsa, Coração (1992) - Brasil de Oliveira da Silva do Samba (1994) - Profissão: Cantora (1995) - Tempo de Guarnicê (1996) | - Celebração (1998) - Claridade (1999) - A Paixão tem Memória (2001) - Alcione - Duetos(2004) - Faz Uma Loucura por Mim (2004) - Alcione e Amigos (2005) - Uma Nova Paixão (2005) - De Tudo Que eu Gosto (2007) - Acesa (2009) - Eterna Alegria (2013) - Tijolo por Tijolo (2020) |

## Cinema i televisió
| Any       | Títol                              | Paper         | Emissora   |
| --------- | ---------------------------------- | ------------- | ---------- |
| 1979-1981 | Alerta Geral                       | Presentadora  | TELE Globo |
| 1997      | Por Amor                           | Ella mateixa  | TELE Globo |
| 2001      | O Clone                            | Ella mateixa  | TELE Globo |
| 2007      | Amazònia, de Galvez a Chico Mendes | Lady Brown    | TELE Globo |
| 2011      | Zorra Total                        | Ella mateixa  | TELE Globo |
| 2012      | Cheias de Charme                   | Ella mateixa  | TELE Globo |
| 2013      | Salve Jorge                        | Ella mateixa  | TELE Globo |
| 2015      | Mister Brau                        | Tia Marizilda | TELE Globo |
| 2017      | A Força do Querer                  | Ella mateixa  | TELE Globo |
| 2023      | Travessia                          | Ella mateixa  | TELE Globo |

## Premis i distincions

### Grammy Llatí
| Any  | Categoria                    | Candidatura     | Resultat   |
| ---- | ---------------------------- | --------------- | ---------- |
| 2000 | Millor Àlbum de Samba/Pagode | Claridade       | Nominada   |
| 2003 | Millor Àlbum de Samba/Pagode | Ao vivo         | Guanyadora |
| 2006 | Millor Àlbum de Samba/Pagode | Uma Nova Paixão | Nominada   |
| 2010 | Millor Àlbum de Samba/Pagode | Acesa           | Nominada   |
| 2012 | Millor Àlbum de Samba/Pagode | Duas Faces      | Nominada   |
| 2015 | Millor Àlbum de Samba/Pagode | Eterna Alegria  | Nominada   |

### Premi de la Música Brasilera
| Any  | Categoria                      | Candidatura              | Resultat   |
| ---- | ------------------------------ | ------------------------ | ---------- |
| 1988 | Millor Cantant de Samba        | Alcione                  | Guanyadora |
| 1989 | Millor Cantant de Samba        | Alcione                  | Guanyadora |
| 1991 | Millor Cantant de Samba        | Alcione                  | Guanyadora |
| 1992 | Millor Cantant de Samba        | Alcione                  | Guanyadora |
| 1995 | Millor Cantant de Samba        | Alcione                  | Guanyadora |
| 1997 | Millor Cantant de Samba        | Alcione                  | Guanyadora |
| 1999 | Millor Cantant de Samba        | Alcione                  | Guanyadora |
| 2002 | Millor Cantant de Samba        | Alcione                  | Guanyadora |
| 2003 | Millor Cantant de Samba        | Alcione                  | Guanyadora |
| 2004 | Millor Cantant de Samba        | Alcione                  | Guanyadora |
| 2005 | Millor Cantant de Samba        | Alcione                  | Guanyadora |
| 2006 | Millor Cantant de Samba        | Alcione                  | Guanyadora |
| 2008 | Millor Cantant de Samba        | Alcione                  | Guanyadora |
| 2010 | Millor Cantant de Samba        | Alcione                  | Guanyadora |
| 2011 | Millor Cantant de Samba        | Alcione                  | Guanyadora |
| 2012 | Millor Àlbum (Cançó Popular)   | Duas Faces (Jam Session) | Guanyadora |
| 2012 | Millor Cantant (Cançó Popular) | Alcione                  | Guanyadora |
| 2013 | Millor Cantant de Samba        | Alcione                  | Guanyadora |
| 2014 | Millor Cantant de Samba        | Alcione                  | Guanyadora |
| 2015 | Millor Cantant de Samba        | Alcione                  | Guanyadora |
| 2018 | Millor Cantant                 | Alcione                  | Guanyadora |
| 2023 | Homenatge                      | Alcione                  | Guanyadora |

### Premi Contigo! MPB FM
| Any  | Categoria             | Candidatura    | Resultat |
| ---- | --------------------- | -------------- | -------- |
| 2012 | Millor Àlbum de Samba | Duas Faces     | Nominada |
| 2012 | Millor Cantant        | Alcione        | Nominada |
| 2013 | Millor Àlbum de Samba | Eterna Alegria | Nominada |
| 2013 | Millor Cantant        | Alcione        | Nominada |
| 2014 | Millor Cantant        | Alcione        | Nominada |

### Premis de la premsa
| Any  | Categoria                  | Candidatura | Resultat   |
| ---- | -------------------------- | ----------- | ---------- |
| 2006 | Lifetime Achievement Award | Alcione     | Guanyadora |

### Acadèmia Arts - Sciences - Lettres
| Any  | Categoria    | Candidatura | Resultat   |
| ---- | ------------ | ----------- | ---------- |
| 2006 | Medalla d'Or | Alcione     | Guanyadora |

| Any  | Categoria | Candidatura | Resultat   |
| ---- | --------- | ----------- | ---------- |
| 2006 | Homenatge | Alcione     | Guanyadora |

### Trofeu de la Premsa
| Any  | Categoria      | Candidatura | Resultat |
| ---- | -------------- | ----------- | -------- |
| 2003 | Millor Cantant | Alcione     | Nominada |

### Women's Music Events Awards
| Any  | Categoria | Candidatura | Resultat   |
| ---- | --------- | ----------- | ---------- |
| 2020 | Homenatge | Alcione     | Guanyadora |